# مجتبی عابدینی
مجتبی عابدینی شورمستی (زاده ۲۰ مرداد ۱۳۶۳ در تهران، اصالتاً سوادکوه، مازندران) کاپیتان و عضو تیم ملی شمشیربازی ایران در اسلحه سابر است.

## المپیک تابستانی ۲۰۱۲
وی با قهرمانی در مسابقات انتخابی المپیک تابستانی ۲۰۱۲ در کشور ژاپن به المپیک لندن راه یافت. در المپیک، در سابر مردان و نخستین بازی در برابر فلورین زالومیر از رومانی با نتیجه ۱۵ بر ۷ شکست خورد و در رتبه ۳۶ قرار گرفت.

## بازی‌های آسیایی
او در بازی‌های آسیایی ۲۰۱۴ کره جنوبی، اینچئون توانست به همراه علی پاکدامن، محمد رهبری و فرزاد باهر پس از شکست تیم شمشیربازی سابر از کشور چین به دیدار نهایی راه یابد. در مسابقه پایانی با شکست برابر تیم کشور میزبان به جایگاه دوم و نشان نقره مسابقات دست پیدا کرد.

## مسابقات جهانی ۲۰۱۵ لهستان
مجتبی عابدینی در مسابقات کلاس آ لهستان با غلبه بر نماینده کره جنوبی که عنوان قهرمانی جهان را در اختیار دارد به جمع هشت بازیکن برتر این رقابت‌ها صعود کند. عابدینی که پس از صعود مستقیم از مرحله مقدماتی موفق شده بود با غلبه قهرمان المپیک از روسیه یک مرحله دیگر صعود کند، با برتری مقابل حریف کره‌ای که به جمع هشت بازیکن برتر مسابقات کلاس آ لهستان صعود کرد.

## المپیک تابستانی ۲۰۱۶
مجتبی عابدینی در مسابقات المپیک ۲۰۱۶ با غلبه بر شمشیربازان اوکراین، کره جنوبی و فرانسه، توانست به جمع چهار بازیکن برتر این رقابت‌ها صعود کند.سرانجام وی در رقابت با حریف آمریکایی خود در مرحله نیمه نهایی نتیجه را ۱۵ بر ۱۴ واگذار کرد و در مسابقه رده‌بندی هم در مقابل کیم جونگ هوآن  از کشور کره جنوبی شکست خورد و موفق به کسب مدال نشد و به مقام چهارمی مسابقات المپیک رسید.

## جام جهانی ایتالیا ۲۰۱۷
مجتبی عابدینی در فینال جام جهانی پادووا ایتالیا به مصاف زاتماری از مجارستان رفت و در نهایت با شکست ۱۵ بر ۱۲ برابر این شمشیرباز مدال باارزش نقره را به دست آورد. او در نیمه نهایی نیز ۱۵ بر ۱۴ اوه سانگوک از کره جنوبی را شکست داد.
او ابتدا متئو نری و سپی هر دو از ایتالیا را شکست داده بود و سپس در یک دیدار حساس با نتیجه ۱۵–۱۴ برابر ساندرو بازادزده از گرجستان به برتری رسید.
عابدینی برای صعود به نیمه نهایی برابر لوکا کوراتولی از ایتالیا را ۱۵–۱۰ از پیش رو برداشت.

## جام جهانی لهستان ۲۰۱۷
مجتبی عابدینی قهرمان شمشیربازی کشورمان، در مرحله یک‌هشتم نهایی جام جهانی ورشو لهستان پیروز شد و جزء ۸ بازیکن برتر جهان، به مرحله بعد صعود پیدا کرد.او در نهایت پنجم شد.

## مسابقات جهانی مجارستان ۲۰۱۹
مسابقات قهرمانی شمشیربازی جهان در سال ۲۰۱۹ در بوداپست برگزار شد. مجتبی عابدینی پس از کسب مدال برنز در بوداپست، تا رده دهم رنکینگ جهانی صعود کرد. «گو» شمشیرباز کره جنوبی بعد از عابدینی در رده یازدهم قرار گرفت.

## المپیک تابستانی توکیو ۲۰۲۰
مجتبی عابدینی با قبول شکست در برابر قهرمان مجارستانی از راهیابی به جمع هشت نفر برتر جا ماند و از دور مسابقات کنار رفت.